# ミヒャエル・スキッベ
ミヒャエル・スキッベ（独: Michael Skibbe、1965年8月4日 - ）は、ドイツ・ノルトライン＝ヴェストファーレン州ゲルゼンキルヒェン出身の元プロサッカー選手、サッカー指導者。現役時代のポジションはフォワード（FW）。

## 略歴
1983年から1987年までシャルケ04に所属し15試合出場して2得点を記録。将来を有望視されたが、膝の故障により引退した。
引退後はシャルケ04やボルシア・ドルトムントでユース部門のコーチ・監督、育成部門責任者、セカンドチームの監督として実績を積んだのち、1998-99シーズンにボルシア・ドルトムントの監督に就任。まずまずの結果を残すものの、2000年2月に解任される。
その後、ルディ・フェラーのドイツ代表監督就任にともなってヘッドコーチとしてドイツ代表入り。主にチーム戦術の決定や戦術トレーニングを担当する。2002 FIFAワールドカップやUEFA EURO 2004に参加している。
2004年6月にフェラー監督とともに代表チームのコーチを辞任すると、その後はドイツU-18代表監督などを務めた。また育成部門の責任者として数多くの改革を実施している。2005年10月、フェラー監督のあとを受けてバイエル・レバークーゼンの監督に就任。2005-06、2006-07シーズンと2シーズン連続で5位でシーズンを終え、UEFAカップ出場権を獲得した。2008-09シーズンからトルコのガラタサライSKの監督に就任したが、2009年2月に解任された。2009年夏、アイントラハト・フランクフルトの監督に就任した。2011年3月、成績不振を理由に解任された。2011年7月からはトルコのエスキシェヒルスポルを率いていたが、同年12月21日、マルクス・バッベルの後任としてヘルタ・ベルリンの監督に就任することが発表された。しかし就任後5試合で1勝も上げることが出来出来ず2012年2月12日に就任からわずか43日で解任された。
2013年6月15日、スイスのグラスホッパー・クラブ・チューリッヒの監督に就任することが発表された。
2021年11月25日、サンフレッチェ広島F.Cの監督に就任。2022年シーズンはJリーグカップのクラブ史上初制覇を筆頭に、クラブを国内三大大会全てで3位以内に導く采配を披露。明治安田生命J1リーグの優秀監督賞を受賞した。
2022年4月度、8月度、2023年4月度の月間優秀監督賞を受賞している。
2025年4月20日の名古屋グランパス戦後のインタビューにおいて、審判に対し不適切な発言をしたとして、2試合のベンチ入り停止と罰金20万円の処分を受けた。

## 指導者として
若手選手を積極的に起用する指導者として知られている。バイエル・レバークーゼンの監督を務めていたころは、絶対的なレギュラーGKだったハンス＝イェルク・ブットを外して、正GKをレネ・アドラーにした。アドラーはその後、ドイツ代表の正GKへと成長していった。

## 所属クラブ
- シャルケ04 1983-1987

## 指導歴
- シャルケ04 U17 監督 1987 - 1989
- ボルシア・ドルトムント 育成部門コーディネーター 1989 - 1994
- ボルシア・ドルトムント U19 監督 1994 - 1997
- ボルシア・ドルトムント II 監督 1997 - 1998
- ボルシア・ドルトムント 監督 1998 - 2000
- ドイツ代表 コーチ 2000.7 - 2004.6
- ドイツ U-18代表 監督 2004.8 - 2005.10
- レバークーゼン 監督 2005.10 - 2008
- ガラタサライ 監督 2008 - 2009.2
- アイントラハト・フランクフルト 監督 2009 - 2011.3
- エスキシェヒルスポル 監督 2011.7 - 2011.12
- ヘルタ・ベルリン 監督 2011.12 - 2012.2
- カラビュクスポル 監督 2012.5 - 2012.11
- グラスホッパー・クラブ・チューリッヒ 監督 2013-2015
- サッカーギリシャ代表 監督 2016-2018
- ボルシア・ドルトムント U19 監督 2019 - 2020
- アル・アイン 監督 2020-2021
- サンフレッチェ広島 監督 2022-

## タイトル

### 指導者時代
ボルシア・ドルトムント U-19
- A-ジュニアレン・ブンデスリーガ：3回（1994-95、1995-96、1996-97）

ボルシア・ドルトムント II
- オーバーリーガ・ヴェストファーレン：1回（1997-98）

ガラタサライSK
- トルコ・スーパーカップ：1回（2008）

サンフレッチェ広島F.C
- Jリーグカップ：1回（2022）

個人
- J1リーグ優秀監督賞：2回（2022、2024）